# AT (폼 팩터)

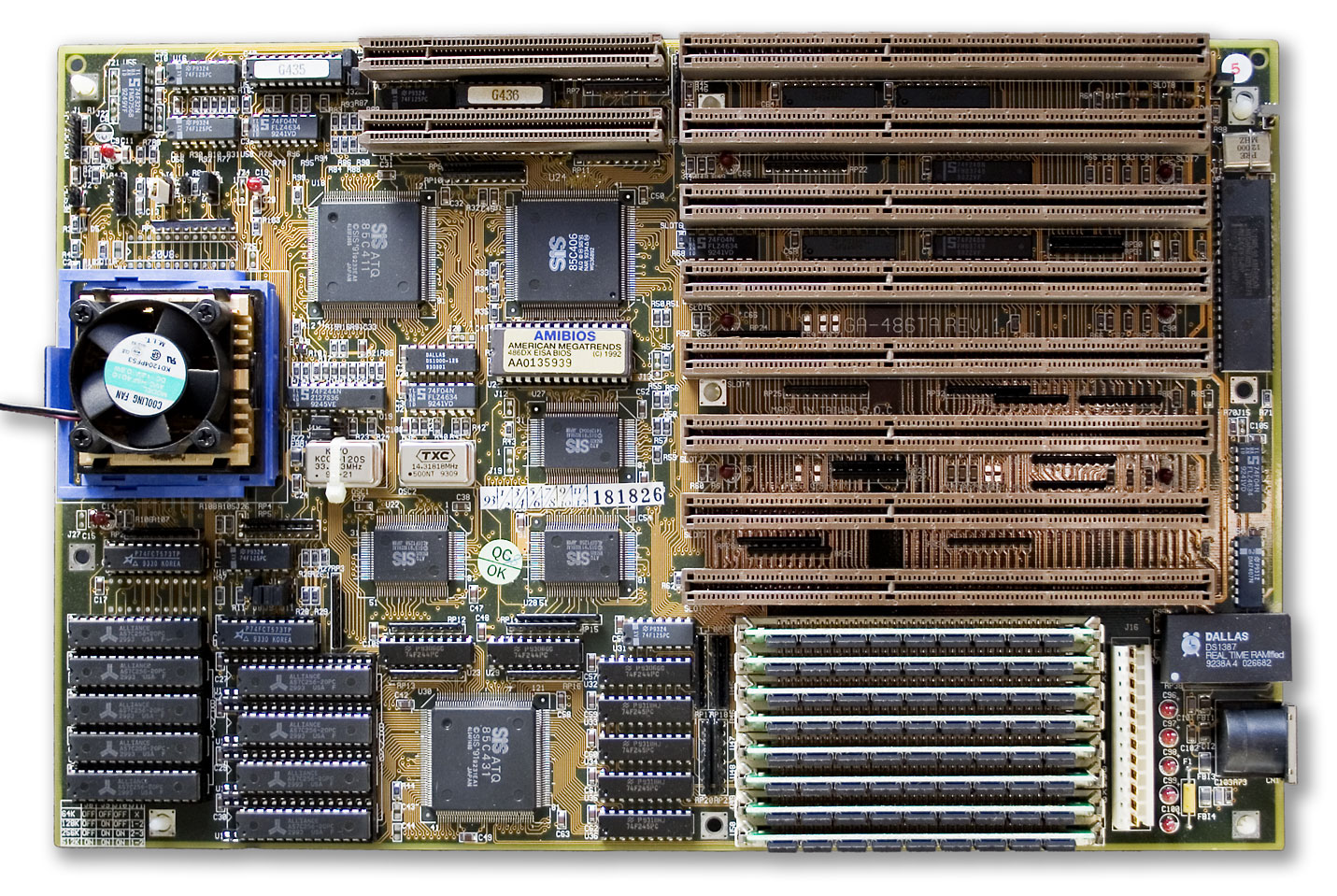
베이비 AT(Baby AT) 메인보드

AT 폼 팩터(AT form factor)는 IBM 호환 PC 분야에서 IBM AT를 위한 메인보드용 크기의 설계(폼 팩터)를 가리킨다. 이전에 나온 IBM PC와 IBM XT 모델과 같이, 수많은 서드파티 제조업체들은 IBM AT 폼 팩터 호환 메인보드를 생산하였으며 이로써 최종 사용자들이 컴퓨터를 더 빠른 프로세서로 업그레이드할 수 있었다. IBM AT는 1980년대 급등하는 가정용 컴퓨터 시장에서 널리 쓰였다. 당시 개발된 IBM 클론은 AT 컴퓨터 디자인을 이용하기 시작하자 큰 인기를 끌었다. 1990년대에 수많은 컴퓨터가 AT와 그 변종을 사용하였으며 1997년 이후로 AT 폼 팩터는 ATX에 자리를 내주게 되었다.

## 변종
1985년에 IBM은 베이비 AT(Baby AT)를 출시하였고 머지 않아 모든 컴퓨터 제조사들이 AT를 버리고 286 프로세서부터 첫 펜티엄에 이르기까지 더 값싸고 더 작은 베이비 AT 폼 팩터를 이용하였다. 대형 CPU 냉각기가 개발되었으나 그 크기가 너무 커서 완전한 길이의 PCI와 ISA 카드와 맞지 않자 베이비 AT 기판의 종말에 이르러 ATX 개발로 넘어가게 된 계기가 되었다. 지금은 베이비 AT가 거의 쓰이지 않지만 아직도 일부 컴퓨터들은 이 기판을 사용하고 있으며 현대의 PC 케이스들에는 베이비 AT와 하위 호환이 되는 모델도 있다.
1995년에 인텔은 ATX 폼 팩터를 출시하였으며 그 뒤 점층적으로 구형 베이비 AT 메인보드를 대체하여 나갔다. 1990년대 말까지 기판 대다수가 베이비 AT 아니면 ATX였다. 당시 수많은 메인보드 제조업체들은 ATX보다 베이비 AT를 더 선호하였는데 그 까닭은 수많은 컴퓨터 케이스들과 전원 공급 장치들이 ATX 기판이 아닌 AT 기판과 호환되었기 때문이었다. 컴퓨터 산업이 ATX 규격을 채택한 뒤로 케이스와 전원 공급장치들이 베이비 AT와 ATX 기판을 모두 지원하기 시작하였다.

## 전원 단자
| 색 | 핀   | 신호       |
| -- | ---- | ---------- |
|    | P8.1 | Power Good |
|    | P8.2 | +5 V       |
|    | P8.3 | +12 V      |
|    | P8.4 | −12 V      |
|    | P8.5 | Ground     |
|    | P8.6 | Ground     |
|    |      |            |
|    | P9.1 | Ground     |
|    | P9.2 | Ground     |
|    | P9.3 | −5 V       |
|    | P9.4 | +5 V       |
|    | P9.5 | +5 V       |
|    | P9.6 | +5 V       |

## 같이 보기
- ATX - AT의 뒤를 잇는 규격
- 컴퓨터 폼 팩터